# Ayrens
Ayrens település Franciaországban, Cantal megyében. Lakosainak száma 618 fő (2022. január 1.). Ayrens Freix-Anglards, Jussac, Saint-Illide, Saint-Paul-des-Landes, Saint-Victor, Teissières-de-Cornet és Nieudan községekkel határos.

## Népesség
A település népességének változása:
| Lakosok száma | 505  | 544  | 545  | 546  | 609  | 654  | 652  | 629  | 625  | 618  |
|               | 1968 | 1982 | 1990 | 2006 | 2013 | 2015 | 2017 | 2019 | 2020 | 2022 |